# Барутна кула
Барутна кула  у Риги је једна од кула које су формирале некадашње градско утврђење. Некада позната као Кула Песка, датира из 14. века. Неколико пута је обнављана а данашњи идентитет добија током 17. века. У њој се од тада чувао барут па одатле логично долази и име. Поставка војног музеја нашла је 1919. своје место у кули али је тек 1937. изграђен додатни део у ком се и данас налази веома занимљив и обиман изложбени материјал.